# Prins Hendriksoord
Prins Hendriksoord is een buitenplaats aan de Soestdijkerweg 17 bij Den Dolder in de Laagte van Pijnenburg. Het buitenhuis staat tegenover de Ewijckshoeve aan de Soestdijkerweg. Het landhuis ligt op de hoek van de kruising Soestdijkerweg – Embrachementsweg. Achter het landhuis ligt een landschapspark met een lange slingervijver met een gietijzeren brug. Rond de vijver is een gemengd loof-naaldbos op een heuvelachtig terrein. De vijver is een deel van de oude afwateringssloot Engelse Vaart. Alle gevels van Prins Hendrikoord zijn wit gepleisterd. Rechts van het huis staat een tuinmanswoning met vakwerkstijl en veel houtsnijwerk. In 1970 is het pand verbouwd tot dienstwoning.
Prins Hendriksoord hoorde tot 1883 bij de Ewijckshoeve. De wit gepleisterde villa Prins Hendriksoord werd in 1883 gebouwd voor bankier Adolphe Boissevain op een deel van het terrein van Ewijckshoeve. Hij liet een landschapstuin aanleggen, naar ontwerp van Hendrik Copijn.

## Opsplitsing Ewijkshoeve
Het landgoed Ewijckshoeve met 574 hectare grond werd in 1871 gekocht door prins Hendrik van Oranje-Nassau. Na diens dood in 1879 kwam de Ewijckshoeve in bezit van koning Willem III en prinses Wilhelmina. In 1883 werd een gedeelte van de Ewijckshoeve afgesplitst en kwam in bezit van de bankier Adolphe Boissevain (1843-1921). Deze liet op het terrein ten noorden van de Soestdijkerweg het buitenverblijf Prins Hendriksoord bouwen met een Engelse landschapstuin. Op het terrein ten zuiden van de Soestdijkerweg kwam een groot koetshuis met stal en dienstwoning. De oude Soestdijkerweg liep vroeger vlak langs Prins Hendriksoord en maakte ter hoogte van de tuinmanswoning een knik naar het noordoosten. De weide voor de villa lag vroeger dus aan de andere kant van de Soestdijkerweg. Een deel van de oude Soestdijkerweg diende later als oprijlaan.

## Opsplitsing Prins Hendriksoord
In 1926 werd Prins Hendriksoord in drieën gesplitst. Het koetshuis met stal en woningen werd eigendom van het Nederlandsche Jongelingsverbond en kreeg de naam Ernst Sillemhoeve. Het resterende gebied werd in tweeën opgedeeld: Prins Hendriksoord zelf met het park en het nieuwe landgoed Vijverhof aan de zuidkant. Vijverhof werd gekocht door G.H. Crone uit Amsterdam, naar wie later het Cronebos werd genoemd.
Prins Hendriksoord kreeg in de jaren '60 van de twintigste eeuw een derde verdieping waarbij het karakteristieke dak werd vervangen door een plat dak.

## Bewoners
- 1883 - A. Boissevain
- 1926 - Nederlandse Protestantenbond

## Galerij

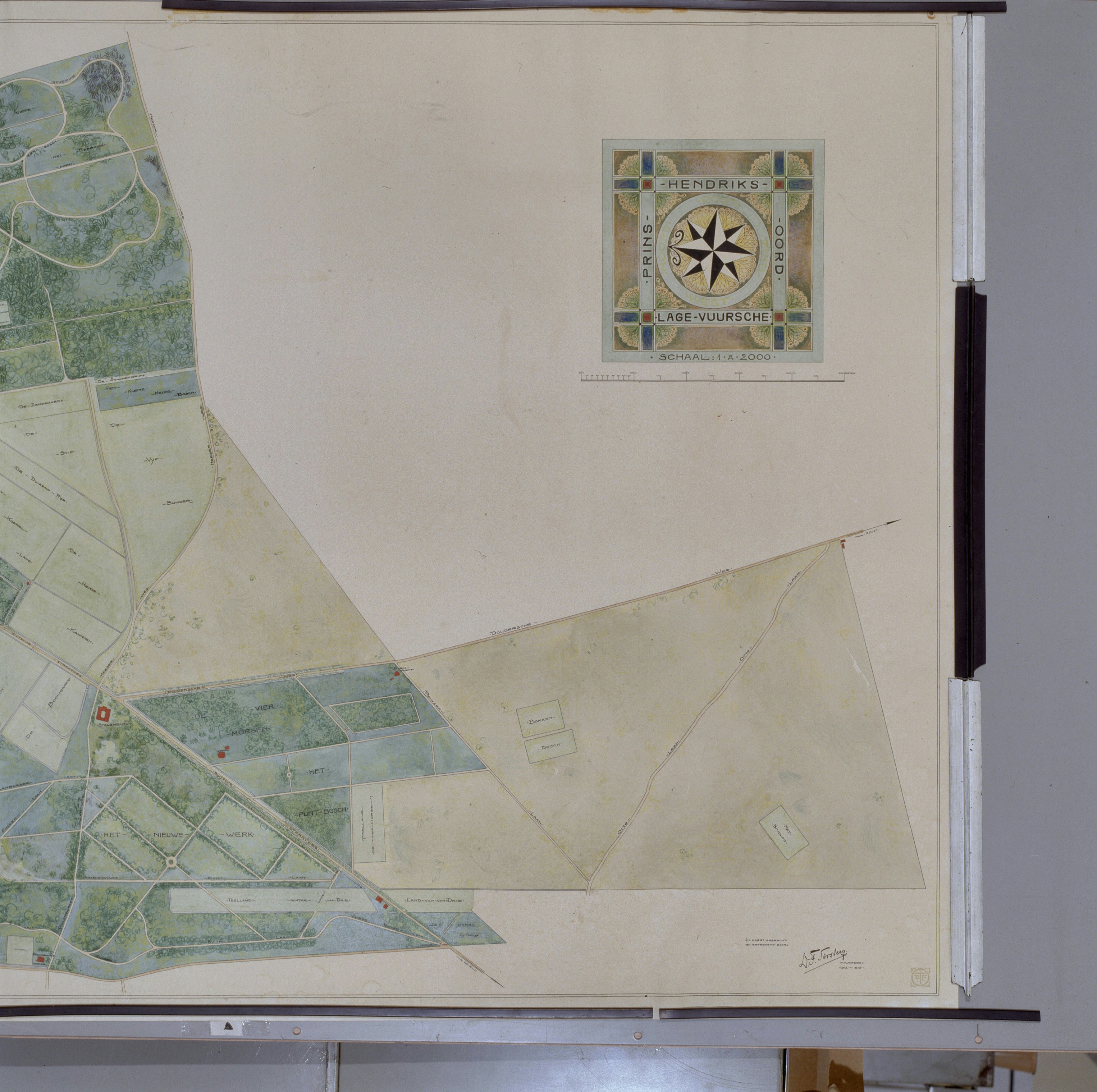
Gedeelte plattegrond landschapspark
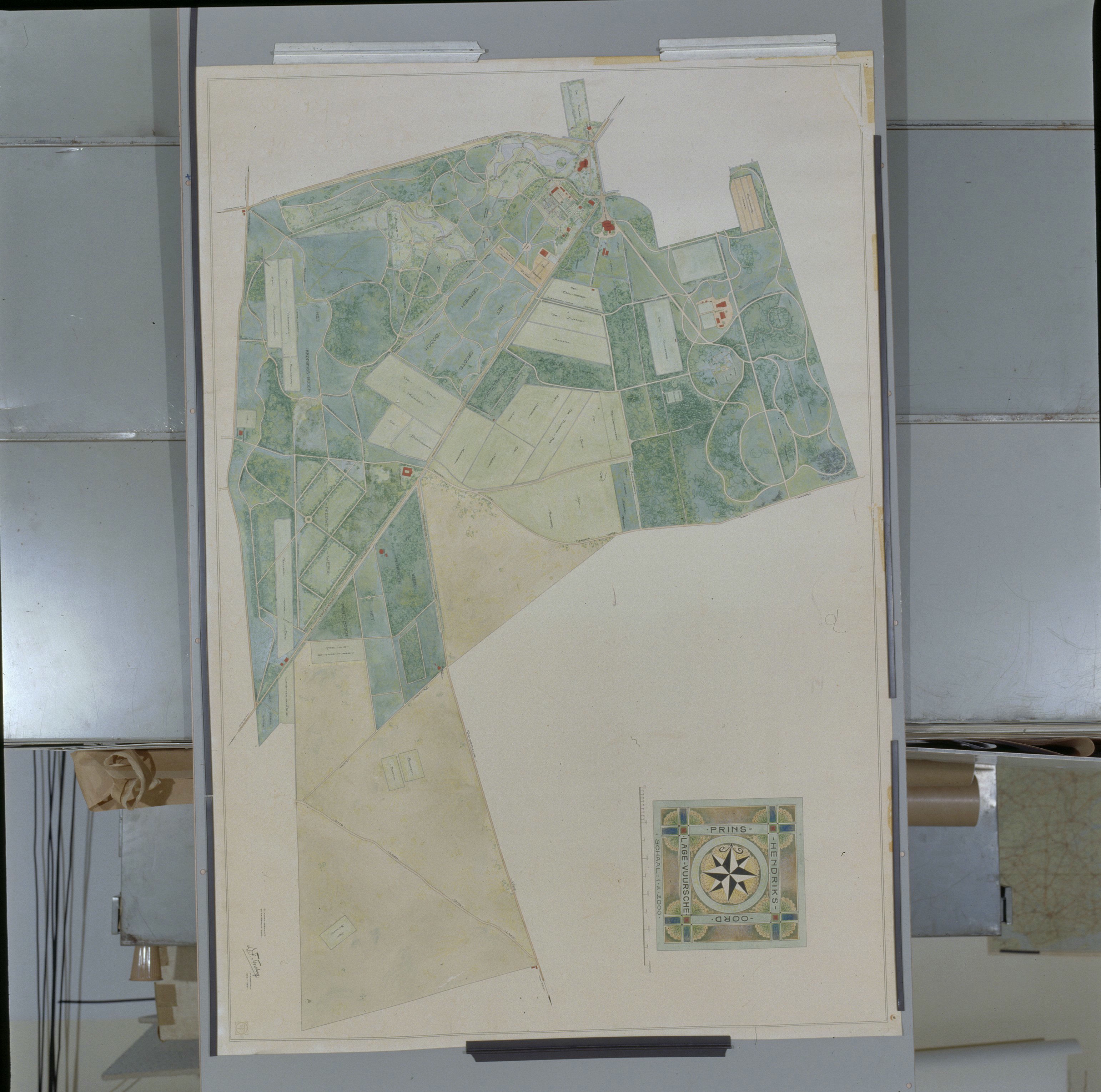
Plattegrond landschapspark
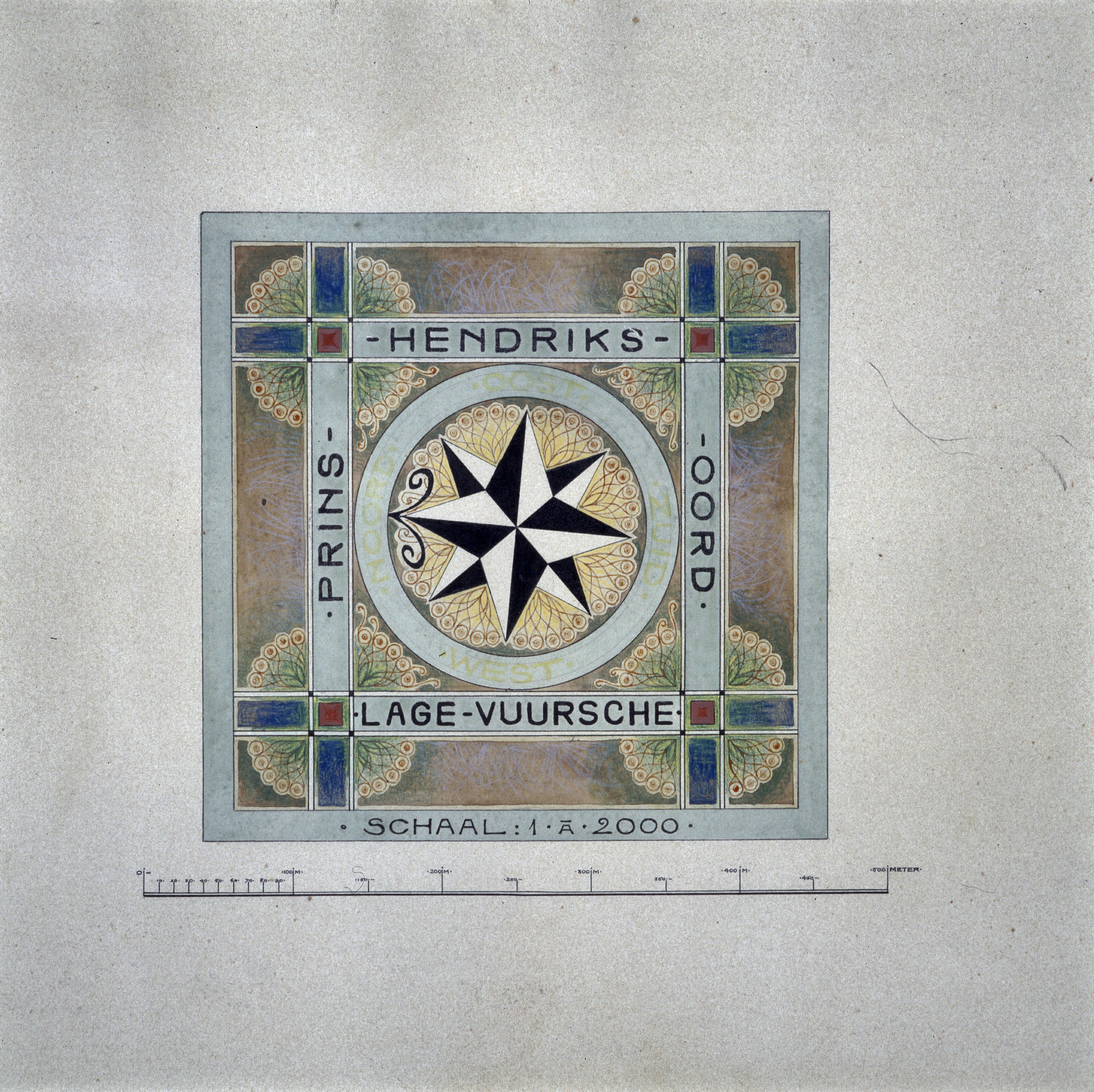
Plattegrond landschapspark, naams- en schaalaanduiding
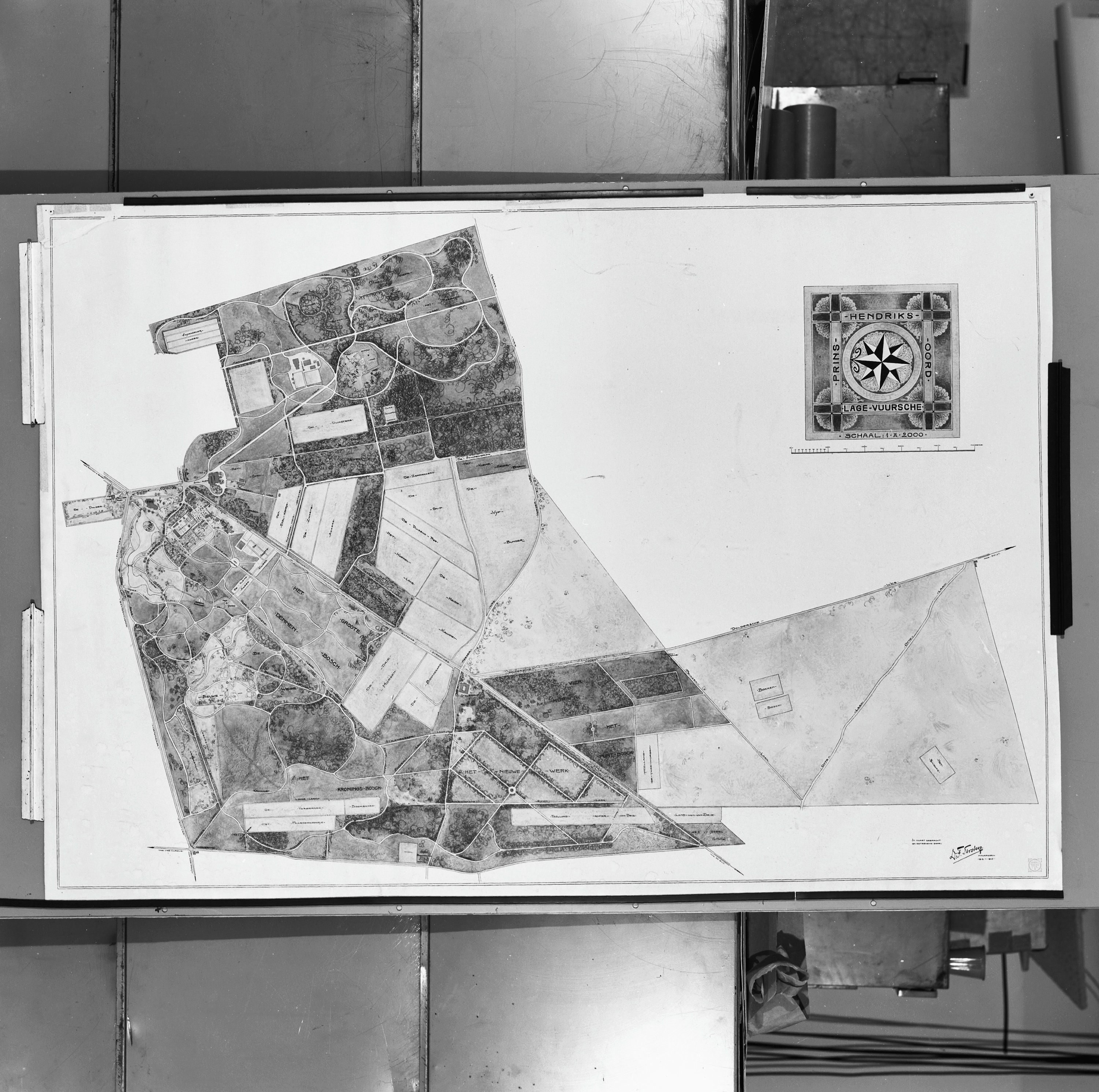
Tekening buitenplaats
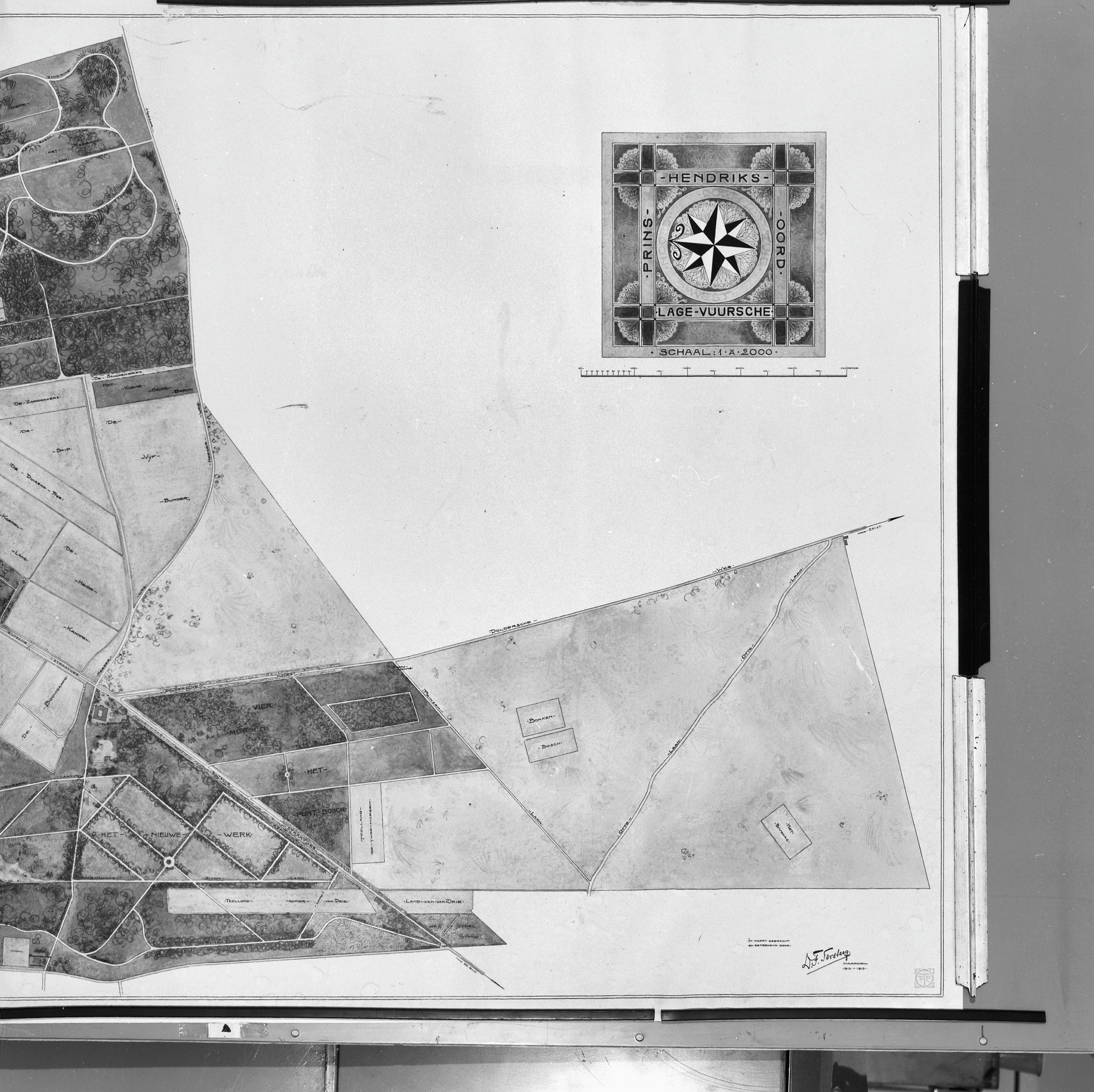
Tekening buitenplaats, detail
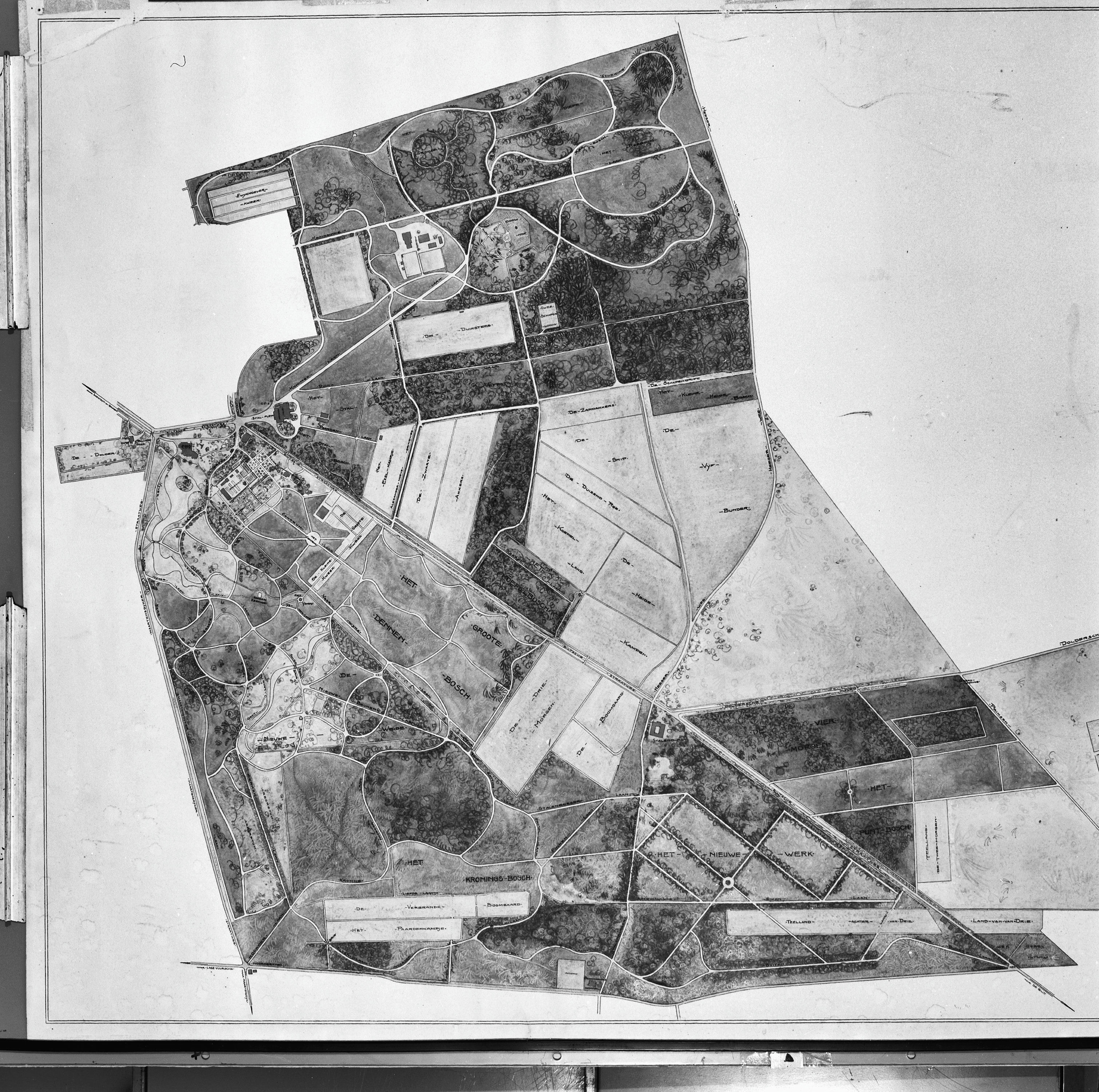
Tekening buitenplaats, detail
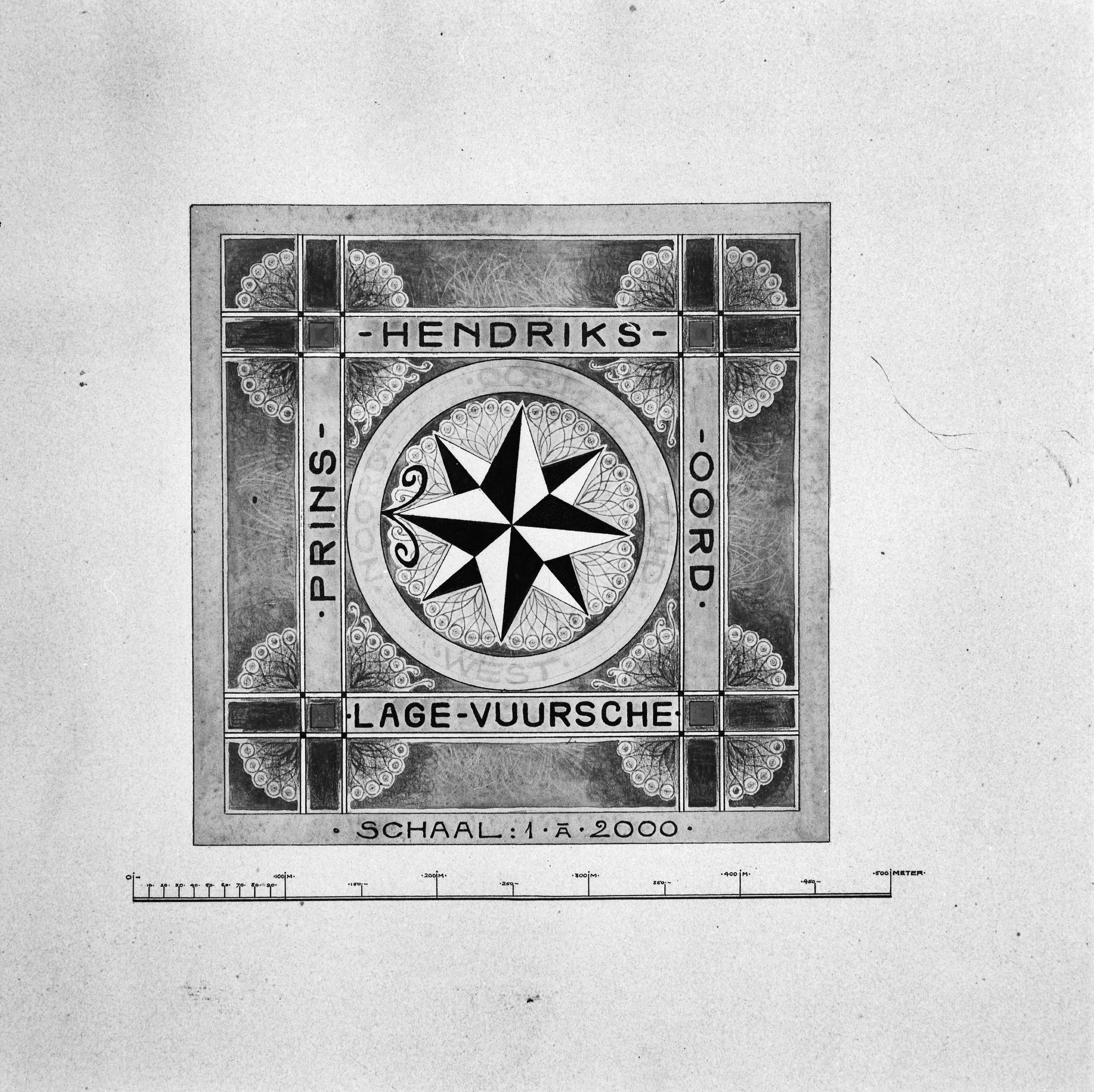
Tekening buitenplaats, detail
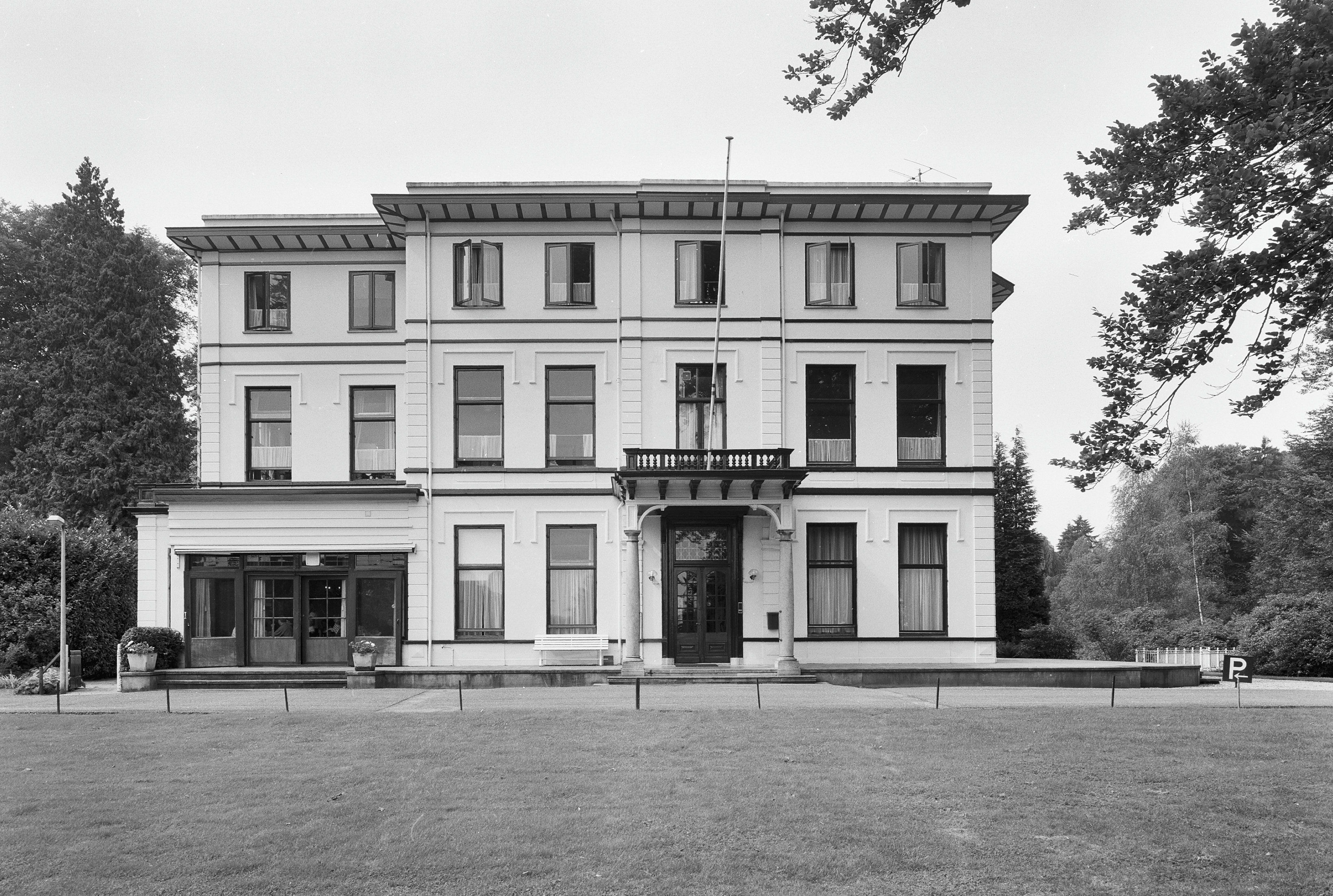
Voorgevel
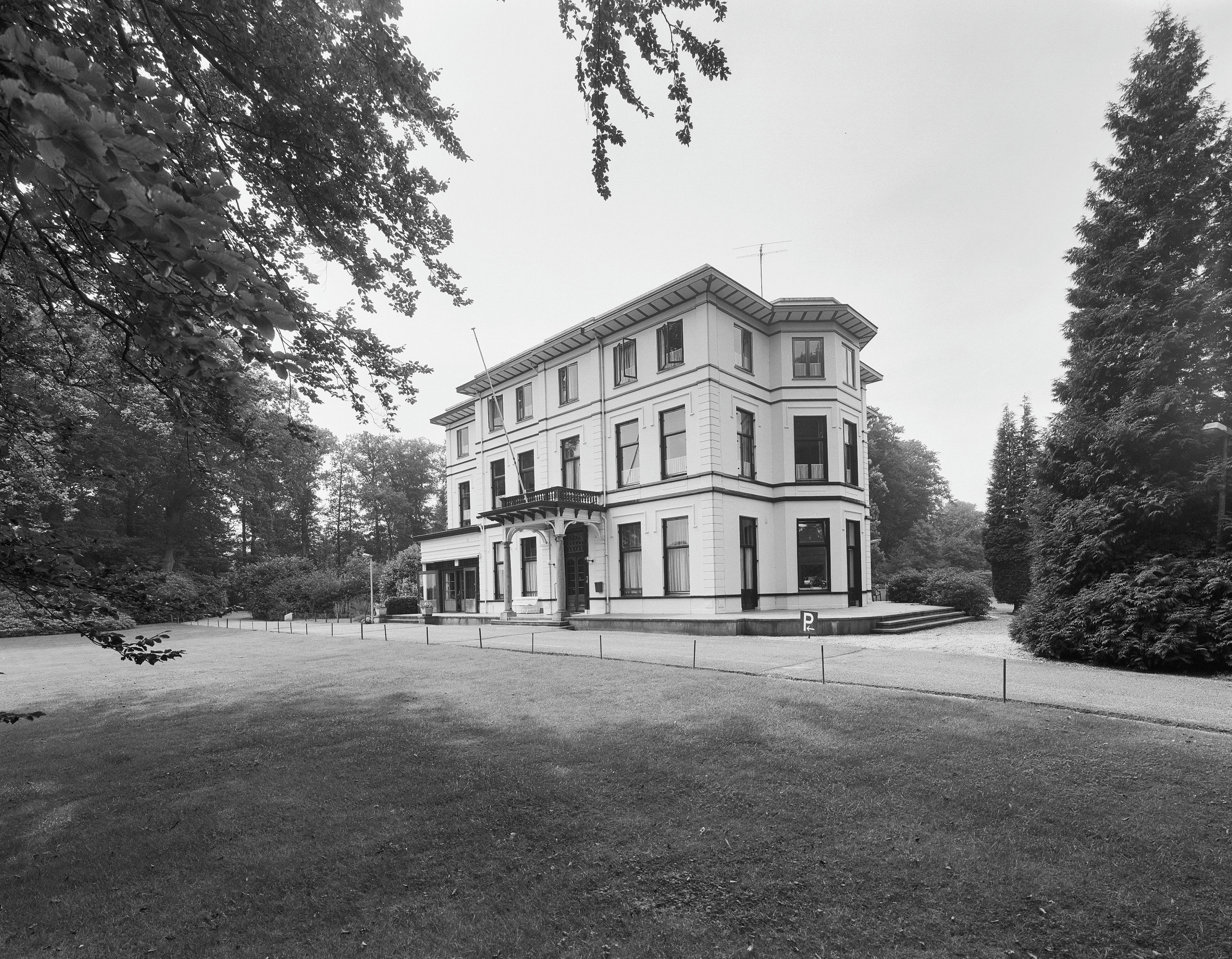
Voorgevel met ingangspartij en rechter zijgevel